# 콘도르 (우주선)
콘도르는 추류모프-게라시멘코 혜성의 샘플을 50g 정도 가져오는 우주선이다. 목적은 태양계 형성 과정을 알고, 혜성 거주 가능성을 평가하는 것이다.

## 역사와 제작배경
2017년 뉴 프론티어 계획에 제출되었다. 그러나 선출되지 않았다.

## 지원, 개발, 투자
- NASA
- JPL
- 칼텍
- 존스 홉킨스 대학교

## 같이 보기
- 커세어 (우주선)